# Dicranoloma austrinum
Dicranoloma austrinum là một loài Rêu trong họ Dicranaceae. Loài này được (Mitt.) Watts & Whitel. mô tả khoa học đầu tiên năm 1906.